# Gehoorzaamheid
Gehoorzaamheid is de bereidheid en/of verplichting gehoorzaam te zijn aan een persoon of instantie, dus om gehoor en zo goed mogelijk gevolg te geven aan diens instructies. Ze kan worden opgelegd of overeengekomen.
De mate waarin de mens gehoorzaam wil zijn aan wat wordt ervaren als legitiem gezag is vooral na de Tweede Wereldoorlog onderzocht. De vraag hoe het mogelijk was dat zoveel mensen in staat waren gebleken mee te werken aan de uitroeiing van hele bevolkingsgroepen was na de oorlog aanleiding voor diverse onderzoeken, zoals het beroemde experiment van Milgram uit 1961. Waar de verwachting van collega's van Milgram was dat slechts psychopaten in staat waren tot het uiterste te gaan, bleek dat gehoorzaamheid voor ongeveer twee derde van de proefpersonen dusdanig belangrijk was dat men in staat bleek een medemens te doden. Dit beeld werd bevestigd door onder meer het Stanford-gevangenisexperiment uit 1971. Tijdens de Neurenbergse processen werd het verweer van de Befehlsnotstand (het beruchte Befehl ist Befehl) evenwel verworpen.

## Formele gehoorzaamheid
Juridisch is elke rechtsonderhorige gehoorzaamheid verplicht aan de wetgeving in de ruimste zin, afkomstig van de staat en alle daardoor gemachtigde instanties, en aan de toepassing die de formeel bevoegde instanties daaraan geven door specifieke instructies, op straffe van gerechtelijke vervolging.
Analoog geldt in het kerkrecht, met parallellen in diverse ander godsdiensten, de absolute verplichting voor elke gelovige, de goddelijke wil en de canonieke geboden (en verboden) van de kerkelijke hiërarchie te gehoorzamen. Door middel van een gelofte van gehoorzaamheid verbinden de tot religieuze orden en congregaties toegetredenen zich (vrijwillig, behalve in het geval van originele oblaten) tot onbepaalde gehoorzaamheid, zelfs boven op de voorgeschreven regels, en onderwerpen zich aan door de oversten opgelegde straffen.

## Informele gehoorzaamheid
Daarnaast bestaat, ongeacht eventuele (gedeeltelijke) formalisering in wetten en reglementen, ook een vorm van gehoorzaamheid als vereiste voor activiteiten zoals opvoeding, al dan niet 'afdwingbaar' door middel van straffen.
Men spreekt van dierlijke gehoorzaamheid met betrekking tot de getrouwe opvolging van aangeleerde bevelen, dus als graadmeter voor de efficiëntie van het africhten.